# The Gambia Girl Guides Association
The Gambia Girl Guides Association (GGGA) (deutsch: Verband der Pfadfinderinnen in Gambia) ist die nationale Organisation der Pfadfinderinnen im westafrikanischen Gambia.

## Geschichte
Die ehrenamtliche Organisation für Mädchen wurde 1923 gegründet. Es war eine Bewegung, die von einheimischen Frauen und den Ehepartnern britischer Staatsbeamter, die in den Gebieten der britischen Kolonie tätig waren, geführt wurde. Im Jahr 1943 wurde die Bewegung jedoch aufgrund mangelnder Zahl von erwachsenen Frauen, die die Leitung einzelner Gruppen übernahmen, inaktiv. Die Bewegung wurde 1946 wieder aktiviert, als Rosamond Fowlis von ihrem Studienaufenthalt in Großbritannien zurückkehrte und die erste Chief Guide Commissioner von Gambia wurde. Im ganzen Land gründete sie Gruppen in verschiedenen Dörfern und Städten von Banjul bis zu der Upper River-Region. 1966, nachdem Gambia 1965 unabhängig von Großbritannien wurde, wurde die GGGA Vollmitglied der World Association of Girl Guides and Girl Scouts (WAGGGS), die ihren Sitz in London hat.
Die Tausenden von Mitgliedern der GGGA konzentrieren sich hauptsächlich auf Schulen, da viele der Führer der Girl Guides im Lehrerberuf tätig sind. 2003 hatte die GGGA 9371 Mitglieder. Bis 2015 stieg die Zahl auf 17.330 an.
Im Süden von Kanifing, der MDI Road, betreibt das GGGA seit 1998 das TGGGA – Gambia Girl Guides Skills Training Centre. In diesem Schulungszentrum lernen Analphabetinnen das Rechnen und Lesen. Außerdem wird Kunsthandwerk, Schneiderei, Kochen, Batikherstellung und Krawatten- und Restaurant-/Hotelmanagement unterrichtet.
Im Juli 2017 wurden die Riege der Führungskräfte für zehn Jahre neu gewählt. Khadijatou A Jobarteh ist nun die neue gewählte Chief Guides Commissioner, sie ist die Nachfolgerin von Yamundow Jagne.